# Fytoglobin

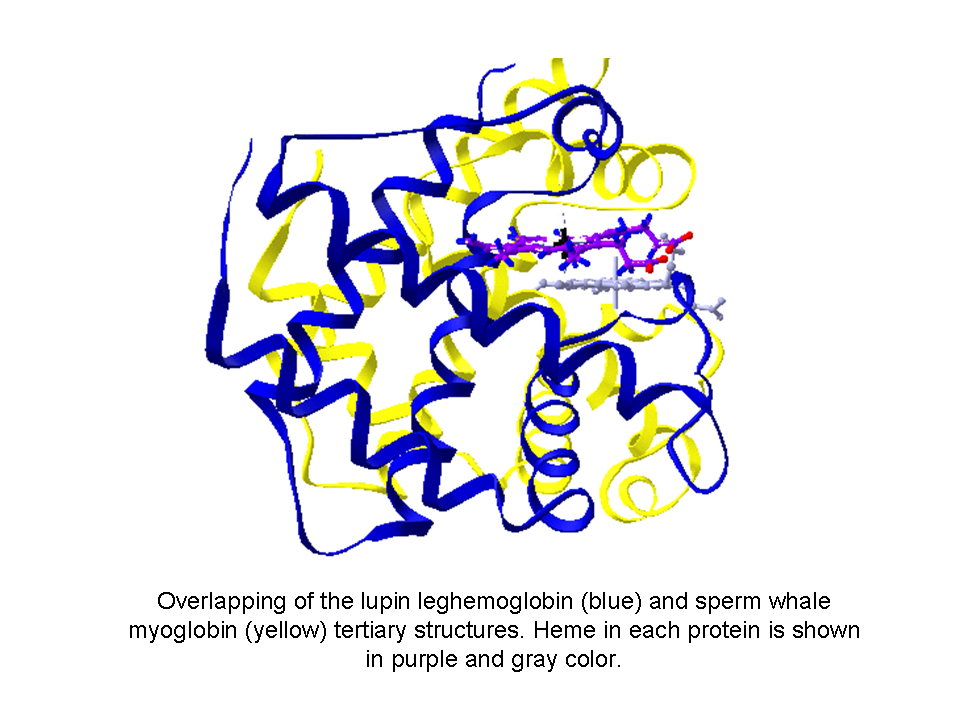

Fytoglobin (alt. Phytoglobin) är en term för en grupp klotformade hemproteiner i växter och alger. De tidigaste kända fytoglobinerna är leghemoglobiner, som upptäcktes 1939 av Kubo efter spektroskopisk och kemisk analys av det röda pigmentet i sojabönsrotknölar. Några decennier efter Kubos rapport avslöjade kristalliseringen av ett lupinfytoglobin (känd som leghemoglobin) av Vainshtein et al. att den tertiära strukturen hos detta protein och den hos kaskelotmyoglobinet var anmärkningsvärt lika, vilket tyder på att det fytoglobin som upptäckts av Kubo motsvarade verkligen en globin.
En viktig funktion hos fytoglobin är dess kväveoxiddioxygenasaktivitet.

## Fördelning och klassificering
Fytoglobiner (förkortat Phytogbs) finns överallt i både grönalger och landväxter. De kan klassificeras enligt följande:
- 2/2 fytoglobiner (stympad globinfamilj, TrHb2-underfamilj)
  - Phytogb3: finns i cyanobakterier, alger och landväxter.[4]
- 3/3 fytoglobiner (myoglobinliknande familj)
  - Phytogb0: basaltypen, som finns i alger, mossor och gymnospermer.[5][4]
  - Phytogb1, 2: finns endast i angiospermer.
    - Phytogb1: delas upp i två delar för enhjärtbladiga respektive tvåhjärtbladiga.[4]
    - Phytogb2: finns uteslutande i tvåhjärtbladiga.[4]
    - Lb: leghemoglobin , det baljväxtsymbiotiska globinet.[4]

Icke-baljväxtsymbiotiska globiner (SymPhytogbs) är utspridda bland Phytogb1 och Phytogb2. Symbiotiska globiner ger i allmänhet syre till symbiotiska bakterier som utför kvävefixering. I baljväxter är bakterierna rhizobia, men i vissa aktinorhizala växter gör istället actinomyceten Frankia uppgiften.

## Strukturella egenskaper
Fytogber kodas av gener avbrutna av 3 introner (även om en fytogb-gen innehållande 4 introner har upptäckts i mossan Physcomitrella patens). Den första och tredje intronen av fytogb-generna är lokaliserade i samma position som den för myoglobingenerna, vilket tyder på att fytogb- och myoglobingenerna utvecklades från en gemensam förfader för mer än 600 miljoner år sedan. Förekomsten av ett andra intron i phytogb-generna förutspåddes av Go med hjälp av teoretisk analys, som ytterligare verifierades genom kloning och sekvensering av sojabönslb-gener av Marker et al.

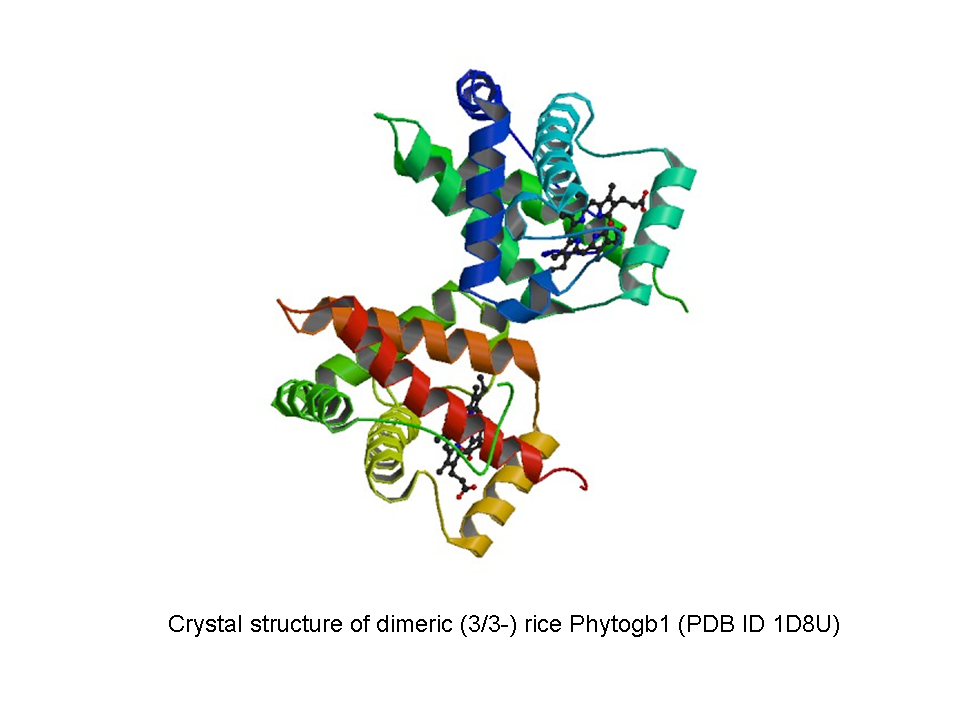

Fytogber är monomera proteiner vars molekylmassa varierar från ca 17 till ca 19 kDa. Men vid höga (mer än 1 mM) koncentrationer kan fytogber bilda dimerer. Phytogbs polypeptidkedja viker sig till ett speciellt arrangemang av 6 till 7 spiraler (betecknade med bokstäverna A till H) känd som globinvecket som bildar en hydrofob ficka där hem är lokaliserat. Två typer av globinvecket har identifierats i Phytogbs: 3/3- och 2/2-veckningen, där helixarna A, E och F överlappar med helixarna B, G och H och helixarna B och E överlappar med spiralerna G respektive H.

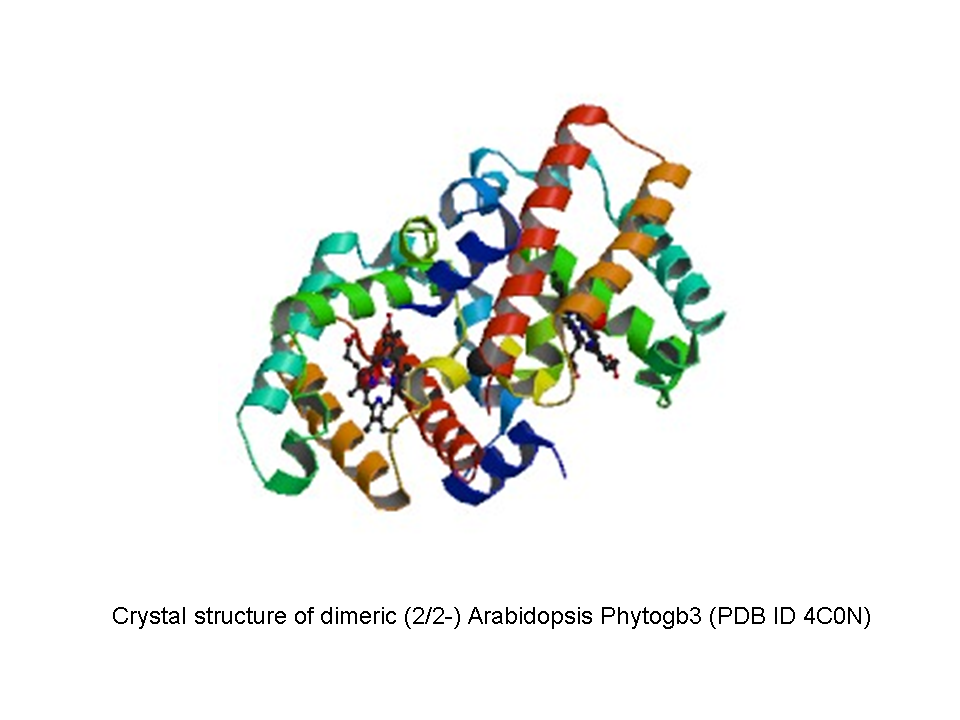

Liksom andra globiner koordineras hem-Fe i Phytogbs i den proximala regionen av en His-aminosyra (betecknad proximal His). Den distala regionen av hem-Fe kan ockuperas av antingen en mängd olika ligander (såsom syre och kväveoxid) eller en distal (ofta en His) aminosyra, som ger plats åt penta- respektive hexa-koordinerade Phytogbs. Phytogbs2, SymPhytogbs och Lbs är övervägande pentakoordinater medan Phytogbs1 är övervägande hexakoordinater och Phytogbs0 och Phytogbs3 är en kombination av penta- och hexakoordinater. Heme-Fe-koordination är väsentlig för Phytogb (och andra globiner) funktion eftersom den reglerar hastigheten för ligandbindning och -frisättning som en konsekvens av de kinetiska konstanterna kon respektive kon. Till exempel är affiniteten för sojaböna Lb och ris Phytogb1 för O2 (K O2) måttlig och mycket hög eftersom k on är 130 och 68 mM−1 s−1, k
off är 5,6 och 0,038 s−1 och K2 ( det vill säga O2-affiniteten som härrör från kon/ koff) är 23  respektive 1800 mM−1. Detta tyder på att sojaböns Lb skulle kunna fungera som ett O2-lagrings- eller -transportprotein och att funktionen hos ris Phytogb1 (och andra hexa-koordinerade Phytogbs) skulle kunna vara en annan än O2-transport eftersom detta proteins höga affinitet för O2 är resultatet av en extremt låg koff-konstant.

## Syntes och postulerade funktioner
Liksom andra globiner binder och transporterar pentakoordinatfytogber reversibelt O2. Funktionen av Lbs i knölar klargjordes 1974 av Wittenberg, Appleby m.fl. I knölar är koncentrationen av Lbs mycket hög eftersom de motsvarar ca 30 procent av de totala lösliga proteinerna. Den uppenbara funktionen av Lbs i knölar är att underlätta diffusionen av O2 till de andande bakterieoiderna för kvävefixering. Samtidigt bidrar Lb till att upprätthålla låga O2-nivåer (ca 10 nM) för att undvika inaktivering av det O2-känsliga nitrogenaset som fixerar atmosfäriskt kväve.
Dessutom binder Phytogbs andra gasformiga ligander, framför allt kväveoxid (NO), och uppvisar en NO-dioxygenasaktivitet. Arbete av Hill et al. under de senaste ca 15 åren (före 2012) har visat att nivåerna av endogen NO varierar med koncentrationen av Phytogbs1 i transgen majs och alfalfa. Baserat på dessa observationer har dessa författare föreslagit att en funktion av syresatta Phytogbs är att modulera nivåer av NO via en NO-dioxygenasaktivitet och att indirekt reglera en mängd olika cellfunktioner som moduleras av nivåer av NO. Syresatta klass 1-fytoglobiner som reagerar med NO för att producera nitrat representerar den huvudsakliga mekanismen genom vilken NO avlägsnas i växter. Cykeln som involverar nitratreduktas, reduktion av nitrit till NO, avlägsnande av NO med fytoglobin definieras som fytoglobin-NO-cykeln. Dess funktion leder till att redox- och energistatus upprätthålls under hypoxi och resulterar i minskad produktion av etanol och mjölksyra.
Phytogbs0, 1, 2 och 3 syntetiseras i mycket låga koncentrationer i olika (embryonala och vegetativa) växtorgan. Emellertid ökar koncentrationerna av Phytogbs i växter som utsätts för specifika stressförhållanden, som översvämning och ljusbegränsning. Därför har vissa fytogber ansetts vara växtstresskänsliga proteiner.